# گائتان روبیل
گائتان روبیل (انگلیسی: Gaëtan Robail؛ زادهٔ ۹ ژانویهٔ ۱۹۹۴) بازیکن فوتبال اهل فرانسه است که در پست هافبک بازی می‌کند.
از باشگاه‌هایی که در آن بازی کرده‌است می‌توان به باشگاه فوتبال والنسین، باشگاه فوتبال پاری سن ژرمن و باشگاه فوتبال گنگام اشاره کرد.